# Норт-Вернон (Індіана)
Норт-Вернон (англ. North Vernon) — місто (англ. city) в США, в окрузі Дженнінґс штату Індіана. Населення — 6608 осіб (2020).

## Географія
Норт-Вернон розташований за координатами 39°0′53″ пн. ш. 85°37′48″ зх. д. / 39.01472° пн. ш. 85.63000° зх. д. (39.014661, -85.629937).  За даними Бюро перепису населення США в 2010 році місто мало площу 17,17 км², з яких 17,14 км² — суходіл та 0,03 км² — водойми. В 2017 році площа становила 20,29 км², з яких 20,26 км² — суходіл та 0,03 км² — водойми.

## Демографія
Згідно з переписом 2010 року, у місті мешкало 6728 осіб у 2656 домогосподарствах у складі 1667 родин. Густота населення становила 392 особи/км².  Було 2948 помешкань (172/км²).
Расовий склад населення:
| - 95,0 % — білих - 1,5 % — чорних або афроамериканців - 0,4 % — азіатів - 0,2 % — корінних американців - 1,2 % — осіб інших рас |

До двох чи більше рас належало 1,7 %. Частка іспаномовних становила 2,4 % від усіх жителів.
За віковим діапазоном населення розподілялося таким чином: 26,5 % — особи молодші 18 років, 59,4 % — особи у віці 18—64 років, 14,1 % — особи у віці 65 років та старші. Медіана віку мешканця становила 35,6 року. На 100 осіб жіночої статі у місті припадало 91,7 чоловіків;  на 100 жінок у віці від 18 років та старших — 90,1 чоловіків також старших 18 років.
Середній дохід на одне домашнє господарство  становив 51 945 доларів США (медіана — 38 725), а середній дохід на одну сім'ю — 59 110 доларів (медіана — 47 069). Медіана доходів становила 39 669 доларів для чоловіків та 33 160 доларів для жінок. За межею бідності перебувало 24,4 % осіб, у тому числі 38,3 % дітей у віці до 18 років та 13,5 % осіб у віці 65 років та старших.
Цивільне працевлаштоване населення становило 2841 осіб. Основні галузі зайнятості: виробництво — 32,9 %, освіта, охорона здоров'я та соціальна допомога — 19,4 %, роздрібна торгівля — 12,4 %, мистецтво, розваги та відпочинок — 11,7 %.